# 1783
Portal Geschichte | Portal Biografien | Aktuelle Ereignisse | Jahreskalender | Tagesartikel

◄ |
17. Jahrhundert |
18. Jahrhundert
| 19. Jahrhundert | ►

◄ |
1750er |
1760er |
1770er |
1780er
| 1790er | 1800er | 1810er | ►

◄◄ |
◄ |
1779 |
1780 |
1781 |
1782 |
1783
| 1784 | 1785 | 1786 | 1787 | ► | ►►
Staatsoberhäupter  · Nekrolog   · Musikjahr
| Januar | Januar | Januar | Januar | Januar | Januar | Januar | Januar |
| Kw     | Mo     | Di     | Mi     | Do     | Fr     | Sa     | So     |
| ------ | ------ | ------ | ------ | ------ | ------ | ------ | ------ |
| 1      |        |        | 1      | 2      | 3      | 4      | 5      |
| 2      | 6      | 7      | 8      | 9      | 10     | 11     | 12     |
| 3      | 13     | 14     | 15     | 16     | 17     | 18     | 19     |
| 4      | 20     | 21     | 22     | 23     | 24     | 25     | 26     |
| 5      | 27     | 28     | 29     | 30     | 31     |        |        |

| Februar | Februar | Februar | Februar | Februar | Februar | Februar | Februar |
| Kw      | Mo      | Di      | Mi      | Do      | Fr      | Sa      | So      |
| ------- | ------- | ------- | ------- | ------- | ------- | ------- | ------- |
| 5       |         |         |         |         |         | 1       | 2       |
| 6       | 3       | 4       | 5       | 6       | 7       | 8       | 9       |
| 7       | 10      | 11      | 12      | 13      | 14      | 15      | 16      |
| 8       | 17      | 18      | 19      | 20      | 21      | 22      | 23      |
| 9       | 24      | 25      | 26      | 27      | 28      |         |         |

| März | März | März | März | März | März | März | März |
| Kw   | Mo   | Di   | Mi   | Do   | Fr   | Sa   | So   |
| ---- | ---- | ---- | ---- | ---- | ---- | ---- | ---- |
| 9    |      |      |      |      |      | 1    | 2    |
| 10   | 3    | 4    | 5    | 6    | 7    | 8    | 9    |
| 11   | 10   | 11   | 12   | 13   | 14   | 15   | 16   |
| 12   | 17   | 18   | 19   | 20   | 21   | 22   | 23   |
| 1    | 24   | 25   | 26   | 27   | 28   | 29   | 30   |
| 14   | 31   |      |      |      |      |      |      |

| April | April | April | April | April | April | April | April |
| Kw    | Mo    | Di    | Mi    | Do    | Fr    | Sa    | So    |
| ----- | ----- | ----- | ----- | ----- | ----- | ----- | ----- |
| 14    |       | 1     | 2     | 3     | 4     | 5     | 6     |
| 15    | 7     | 8     | 9     | 10    | 11    | 12    | 13    |
| 16    | 14    | 15    | 16    | 17    | 18    | 19    | 20    |
| 17    | 21    | 22    | 23    | 24    | 25    | 26    | 27    |
| 18    | 28    | 29    | 30    |       |       |       |       |

| Mai | Mai | Mai | Mai | Mai | Mai | Mai | Mai |
| Kw  | Mo  | Di  | Mi  | Do  | Fr  | Sa  | So  |
| --- | --- | --- | --- | --- | --- | --- | --- |
| 18  |     |     |     | 1   | 2   | 3   | 4   |
| 19  | 5   | 6   | 7   | 8   | 9   | 10  | 11  |
| 20  | 12  | 13  | 14  | 15  | 16  | 17  | 18  |
| 21  | 19  | 20  | 21  | 22  | 23  | 24  | 25  |
| 22  | 26  | 27  | 28  | 29  | 30  | 31  |     |

| Juni | Juni | Juni | Juni | Juni | Juni | Juni | Juni |
| Kw   | Mo   | Di   | Mi   | Do   | Fr   | Sa   | So   |
| ---- | ---- | ---- | ---- | ---- | ---- | ---- | ---- |
| 22   |      |      |      |      |      |      | 1    |
| 23   | 2    | 3    | 4    | 5    | 6    | 7    | 8    |
| 24   | 9    | 10   | 11   | 12   | 13   | 14   | 15   |
| 25   | 16   | 17   | 18   | 19   | 20   | 21   | 22   |
| 26   | 23   | 24   | 25   | 26   | 27   | 28   | 29   |
| 27   | 30   |      |      |      |      |      |      |

| Juli | Juli | Juli | Juli | Juli | Juli | Juli | Juli |
| Kw   | Mo   | Di   | Mi   | Do   | Fr   | Sa   | So   |
| ---- | ---- | ---- | ---- | ---- | ---- | ---- | ---- |
| 27   |      | 1    | 2    | 3    | 4    | 5    | 6    |
| 2    | 7    | 8    | 9    | 10   | 11   | 12   | 13   |
| 29   | 14   | 15   | 16   | 17   | 18   | 19   | 20   |
| 30   | 21   | 22   | 23   | 24   | 25   | 26   | 27   |
| 31   | 28   | 29   | 30   | 31   |      |      |      |

| August | August | August | August | August | August | August | August |
| Kw     | Mo     | Di     | Mi     | Do     | Fr     | Sa     | So     |
| ------ | ------ | ------ | ------ | ------ | ------ | ------ | ------ |
| 31     |        |        |        |        | 1      | 2      | 3      |
| 32     | 4      | 5      | 6      | 7      | 8      | 9      | 10     |
| 33     | 11     | 12     | 13     | 14     | 15     | 16     | 17     |
| 34     | 18     | 19     | 20     | 21     | 22     | 23     | 24     |
| 35     | 25     | 26     | 27     | 28     | 29     | 30     | 31     |

| September | September | September | September | September | September | September | September |
| Kw        | Mo        | Di        | Mi        | Do        | Fr        | Sa        | So        |
| --------- | --------- | --------- | --------- | --------- | --------- | --------- | --------- |
| 36        | 1         | 2         | 3         | 4         | 5         | 6         | 7         |
| 37        | 8         | 9         | 10        | 11        | 12        | 13        | 14        |
| 38        | 15        | 16        | 17        | 18        | 19        | 20        | 21        |
| 39        | 22        | 23        | 24        | 25        | 26        | 27        | 28        |
| 40        | 29        | 30        |           |           |           |           |           |

| Oktober | Oktober | Oktober | Oktober | Oktober | Oktober | Oktober | Oktober |
| Kw      | Mo      | Di      | Mi      | Do      | Fr      | Sa      | So      |
| ------- | ------- | ------- | ------- | ------- | ------- | ------- | ------- |
| 40      |         |         | 1       | 2       | 3       | 4       | 5       |
| 41      | 6       | 7       | 8       | 9       | 10      | 11      | 12      |
| 42      | 13      | 14      | 15      | 16      | 17      | 18      | 19      |
| 43      | 20      | 21      | 22      | 23      | 24      | 25      | 26      |
| 44      | 27      | 28      | 29      | 30      | 31      |         |         |

| November | November | November | November | November | November | November | November |
| Kw       | Mo       | Di       | Mi       | Do       | Fr       | Sa       | So       |
| -------- | -------- | -------- | -------- | -------- | -------- | -------- | -------- |
| 44       |          |          |          |          |          | 1        | 2        |
| 45       | 3        | 4        | 5        | 6        | 7        | 8        | 9        |
| 46       | 10       | 11       | 12       | 13       | 14       | 15       | 16       |
| 47       | 17       | 18       | 19       | 20       | 21       | 22       | 23       |
| 48       | 24       | 25       | 26       | 27       | 28       | 29       | 30       |

| Dezember | Dezember | Dezember | Dezember | Dezember | Dezember | Dezember | Dezember |
| Kw       | Mo       | Di       | Mi       | Do       | Fr       | Sa       | So       |
| -------- | -------- | -------- | -------- | -------- | -------- | -------- | -------- |
| 49       | 1        | 2        | 3        | 4        | 5        | 6        | 7        |
| 50       | 8        | 9        | 10       | 11       | 12       | 13       | 14       |
| 51       | 15       | 16       | 17       | 18       | 19       | 20       | 21       |
| 52       | 22       | 23       | 24       | 25       | 26       | 27       | 28       |
| 1        | 29       | 30       | 31       |          |          |          |          |

| Januar | Januar | Januar | Januar | Januar | Januar | Januar | Januar |
| Kw     | Mo     | Di     | Mi     | Do     | Fr     | Sa     | So     |
| ------ | ------ | ------ | ------ | ------ | ------ | ------ | ------ |
| 1      |        |        | 1      | 2      | 3      | 4      | 5      |
| 2      | 6      | 7      | 8      | 9      | 10     | 11     | 12     |
| 3      | 13     | 14     | 15     | 16     | 17     | 18     | 19     |
| 4      | 20     | 21     | 22     | 23     | 24     | 25     | 26     |
| 5      | 27     | 28     | 29     | 30     | 31     |        |        |

| Februar | Februar | Februar | Februar | Februar | Februar | Februar | Februar |
| Kw      | Mo      | Di      | Mi      | Do      | Fr      | Sa      | So      |
| ------- | ------- | ------- | ------- | ------- | ------- | ------- | ------- |
| 5       |         |         |         |         |         | 1       | 2       |
| 6       | 3       | 4       | 5       | 6       | 7       | 8       | 9       |
| 7       | 10      | 11      | 12      | 13      | 14      | 15      | 16      |
| 8       | 17      | 18      | 19      | 20      | 21      | 22      | 23      |
| 9       | 24      | 25      | 26      | 27      | 28      |         |         |

| März | März | März | März | März | März | März | März |
| Kw   | Mo   | Di   | Mi   | Do   | Fr   | Sa   | So   |
| ---- | ---- | ---- | ---- | ---- | ---- | ---- | ---- |
| 9    |      |      |      |      |      | 1    | 2    |
| 10   | 3    | 4    | 5    | 6    | 7    | 8    | 9    |
| 11   | 10   | 11   | 12   | 13   | 14   | 15   | 16   |
| 12   | 17   | 18   | 19   | 20   | 21   | 22   | 23   |
| 1    | 24   | 25   | 26   | 27   | 28   | 29   | 30   |
| 14   | 31   |      |      |      |      |      |      |

| April | April | April | April | April | April | April | April |
| Kw    | Mo    | Di    | Mi    | Do    | Fr    | Sa    | So    |
| ----- | ----- | ----- | ----- | ----- | ----- | ----- | ----- |
| 14    |       | 1     | 2     | 3     | 4     | 5     | 6     |
| 15    | 7     | 8     | 9     | 10    | 11    | 12    | 13    |
| 16    | 14    | 15    | 16    | 17    | 18    | 19    | 20    |
| 17    | 21    | 22    | 23    | 24    | 25    | 26    | 27    |
| 18    | 28    | 29    | 30    |       |       |       |       |

| Mai | Mai | Mai | Mai | Mai | Mai | Mai | Mai |
| Kw  | Mo  | Di  | Mi  | Do  | Fr  | Sa  | So  |
| --- | --- | --- | --- | --- | --- | --- | --- |
| 18  |     |     |     | 1   | 2   | 3   | 4   |
| 19  | 5   | 6   | 7   | 8   | 9   | 10  | 11  |
| 20  | 12  | 13  | 14  | 15  | 16  | 17  | 18  |
| 21  | 19  | 20  | 21  | 22  | 23  | 24  | 25  |
| 22  | 26  | 27  | 28  | 29  | 30  | 31  |     |

| Juni | Juni | Juni | Juni | Juni | Juni | Juni | Juni |
| Kw   | Mo   | Di   | Mi   | Do   | Fr   | Sa   | So   |
| ---- | ---- | ---- | ---- | ---- | ---- | ---- | ---- |
| 22   |      |      |      |      |      |      | 1    |
| 23   | 2    | 3    | 4    | 5    | 6    | 7    | 8    |
| 24   | 9    | 10   | 11   | 12   | 13   | 14   | 15   |
| 25   | 16   | 17   | 18   | 19   | 20   | 21   | 22   |
| 26   | 23   | 24   | 25   | 26   | 27   | 28   | 29   |
| 27   | 30   |      |      |      |      |      |      |

| Juli | Juli | Juli | Juli | Juli | Juli | Juli | Juli |
| Kw   | Mo   | Di   | Mi   | Do   | Fr   | Sa   | So   |
| ---- | ---- | ---- | ---- | ---- | ---- | ---- | ---- |
| 27   |      | 1    | 2    | 3    | 4    | 5    | 6    |
| 2    | 7    | 8    | 9    | 10   | 11   | 12   | 13   |
| 29   | 14   | 15   | 16   | 17   | 18   | 19   | 20   |
| 30   | 21   | 22   | 23   | 24   | 25   | 26   | 27   |
| 31   | 28   | 29   | 30   | 31   |      |      |      |

| August | August | August | August | August | August | August | August |
| Kw     | Mo     | Di     | Mi     | Do     | Fr     | Sa     | So     |
| ------ | ------ | ------ | ------ | ------ | ------ | ------ | ------ |
| 31     |        |        |        |        | 1      | 2      | 3      |
| 32     | 4      | 5      | 6      | 7      | 8      | 9      | 10     |
| 33     | 11     | 12     | 13     | 14     | 15     | 16     | 17     |
| 34     | 18     | 19     | 20     | 21     | 22     | 23     | 24     |
| 35     | 25     | 26     | 27     | 28     | 29     | 30     | 31     |

| September | September | September | September | September | September | September | September |
| Kw        | Mo        | Di        | Mi        | Do        | Fr        | Sa        | So        |
| --------- | --------- | --------- | --------- | --------- | --------- | --------- | --------- |
| 36        | 1         | 2         | 3         | 4         | 5         | 6         | 7         |
| 37        | 8         | 9         | 10        | 11        | 12        | 13        | 14        |
| 38        | 15        | 16        | 17        | 18        | 19        | 20        | 21        |
| 39        | 22        | 23        | 24        | 25        | 26        | 27        | 28        |
| 40        | 29        | 30        |           |           |           |           |           |

| Oktober | Oktober | Oktober | Oktober | Oktober | Oktober | Oktober | Oktober |
| Kw      | Mo      | Di      | Mi      | Do      | Fr      | Sa      | So      |
| ------- | ------- | ------- | ------- | ------- | ------- | ------- | ------- |
| 40      |         |         | 1       | 2       | 3       | 4       | 5       |
| 41      | 6       | 7       | 8       | 9       | 10      | 11      | 12      |
| 42      | 13      | 14      | 15      | 16      | 17      | 18      | 19      |
| 43      | 20      | 21      | 22      | 23      | 24      | 25      | 26      |
| 44      | 27      | 28      | 29      | 30      | 31      |         |         |

| November | November | November | November | November | November | November | November |
| Kw       | Mo       | Di       | Mi       | Do       | Fr       | Sa       | So       |
| -------- | -------- | -------- | -------- | -------- | -------- | -------- | -------- |
| 44       |          |          |          |          |          | 1        | 2        |
| 45       | 3        | 4        | 5        | 6        | 7        | 8        | 9        |
| 46       | 10       | 11       | 12       | 13       | 14       | 15       | 16       |
| 47       | 17       | 18       | 19       | 20       | 21       | 22       | 23       |
| 48       | 24       | 25       | 26       | 27       | 28       | 29       | 30       |

| Dezember | Dezember | Dezember | Dezember | Dezember | Dezember | Dezember | Dezember |
| Kw       | Mo       | Di       | Mi       | Do       | Fr       | Sa       | So       |
| -------- | -------- | -------- | -------- | -------- | -------- | -------- | -------- |
| 49       | 1        | 2        | 3        | 4        | 5        | 6        | 7        |
| 50       | 8        | 9        | 10       | 11       | 12       | 13       | 14       |
| 51       | 15       | 16       | 17       | 18       | 19       | 20       | 21       |
| 52       | 22       | 23       | 24       | 25       | 26       | 27       | 28       |
| 1        | 29       | 30       | 31       |          |          |          |          |

## Ereignisse

### Politik und Weltgeschehen

#### Vereinigte Staaten/Amerikanischer Unabhängigkeitskrieg
- 10. März: In der Newburgh-Verschwörung bedrohten US-amerikanische Militärs die Regierung um ihren Sold zu erhalten, doch wurden sie von George Washington in einer emotionalen Rede von Gewalt abgehalten.
- Frühjahr: New Hampshire schreibt in seiner Verfassung fest, dass alle Menschen gleich und frei geboren seien. Der Grundsatz dient in den folgenden Jahren als Grundlage für eine Reihe von Gerichtsurteilen, mit denen in New Hampshire auch die Sklaverei abgeschafft wird.
- April: Das Oberste Gericht von Massachusetts entscheidet den Fall Quock Walker. Er gilt als Beginn der tatsächlichen Umsetzung des Rechtsstaatsprinzips und die erste Bewährungsprobe für die junge Verfassung von Massachusetts.
- April/Mai: George Clinton gewinnt die Gouverneurswahl in New York.
- 20. Juni: Die Seeschlacht von Cuddalore, eine Kampfhandlung zwischen einer britischen Flotte unter Admiral Sir Edward Hughes und einer französischen Flotte unter Admiral Pierre André de Suffren im Golf von Bengalen während der Auseinandersetzungen im Rahmen des Amerikanischen Unabhängigkeitskrieges, endet weitgehend unentschieden. Allerdings kann Frankreich seine verteidigenden Truppen während der britischen Belagerung von Cuddalore verstärken. Die Festung Cuddalore muss dennoch im Juli im Austausch gegen Pondicherry und Mahé an die Belagerer übergeben werden.

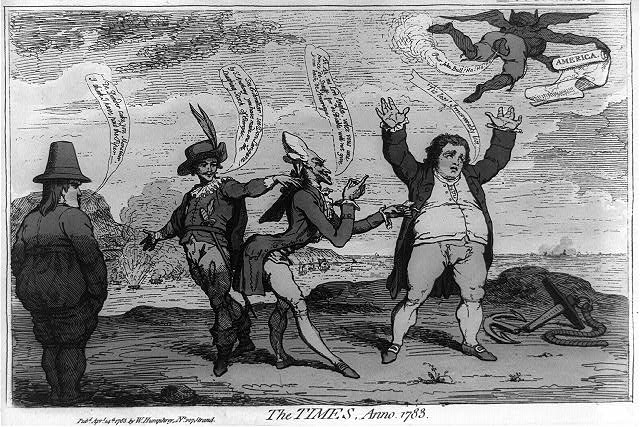
Karikatur der Times zum Ende des Amerikanischen Unabhängigkeitskrieges

- 3. September: Im Frieden von Paris nach dem Amerikanischen Unabhängigkeitskrieg wird die Unabhängigkeit der Vereinigten Staaten von Amerika vom Königreich Großbritannien anerkannt. Außerdem unterschreibt Großbritannien am selben Tag in Versailles schon vorher ausgehandelte gesonderte Verträge mit Frankreich und Spanien zur Regelung strittiger Punkte über ihre Besitzungen. Es tritt unter anderem die beiden Kolonien Ost- und Westflorida an Spanien ab.
- 25. November: Nach dem Ende des Amerikanischen Unabhängigkeitskrieges verlassen in New York City die letzten britischen Truppen die Vereinigten Staaten.

#### Russland
- 8. April: Die russische Zarin Katharina die Große verkündet die Annexion der Krim, der Taman-Halbinsel und des Kuban-Gebietes durch Russland.
- 24. Juli: Vertrag von Georgijewsk

#### Großbritannien/Niederlande
- 2. September: Im 1780 begonnenen Englisch-Niederländischen Krieg kommt es in Paris zum Abschluss eines Präliminarfriedens.
- 19. Dezember: William Pitt der Jüngere wird Premierminister von Großbritannien, mit 24 Jahren der bisher jüngste in der britischen Geschichte.

### Wirtschaft
- In Speyer erscheint die Erstausgabe der von Sophie von La Roche herausgegebenen Frauenzeitschrift Pomona für Teutschlands Töchter.

### Wissenschaft und Technik

#### Astronomie
- 27. August: Als Caroline Herschel im Sternbild Andromeda ein neues Himmelsobjekt entdeckt, ahnt niemand, dass diese elliptische Galaxie schon zehn Jahre zuvor von Charles Messier beobachtet worden ist. Als Messier 110 ist sie heute geläufig. Erst im Jahr 1798 veröffentlicht Messier sein Wissen hierzu.
- 23. September: Caroline Herschel entdeckt die Sculptor-Galaxie im Sternbild Bildhauer.
- 30. Oktober: Wilhelm Herschel erblickt die Galaxie NGC 7507 im Sternbild Bildhauer.
- 13. Dezember: Wilhelm Herschel entdeckt im Sternbild Walfisch die Galaxie NGC 157.
- 18. Dezember: Im Sternbild Walfisch wird die Galaxie NGC 1055 von Wilhelm Herschel als Erstem beobachtet.
- 19. Dezember: Wilhelm Herschel findet im Sternbild Sextant die Galaxien NGC 3166 und NGC 3169 sowie im Sternbild Krebs die Galaxie NGC 2775.

#### Luftfahrt und Fallschirmspringen
- 4. Juni: In Annonay führen die Brüder Montgolfier ihren ersten unbemannten Heißluftballon, die Montgolfière öffentlich vor.

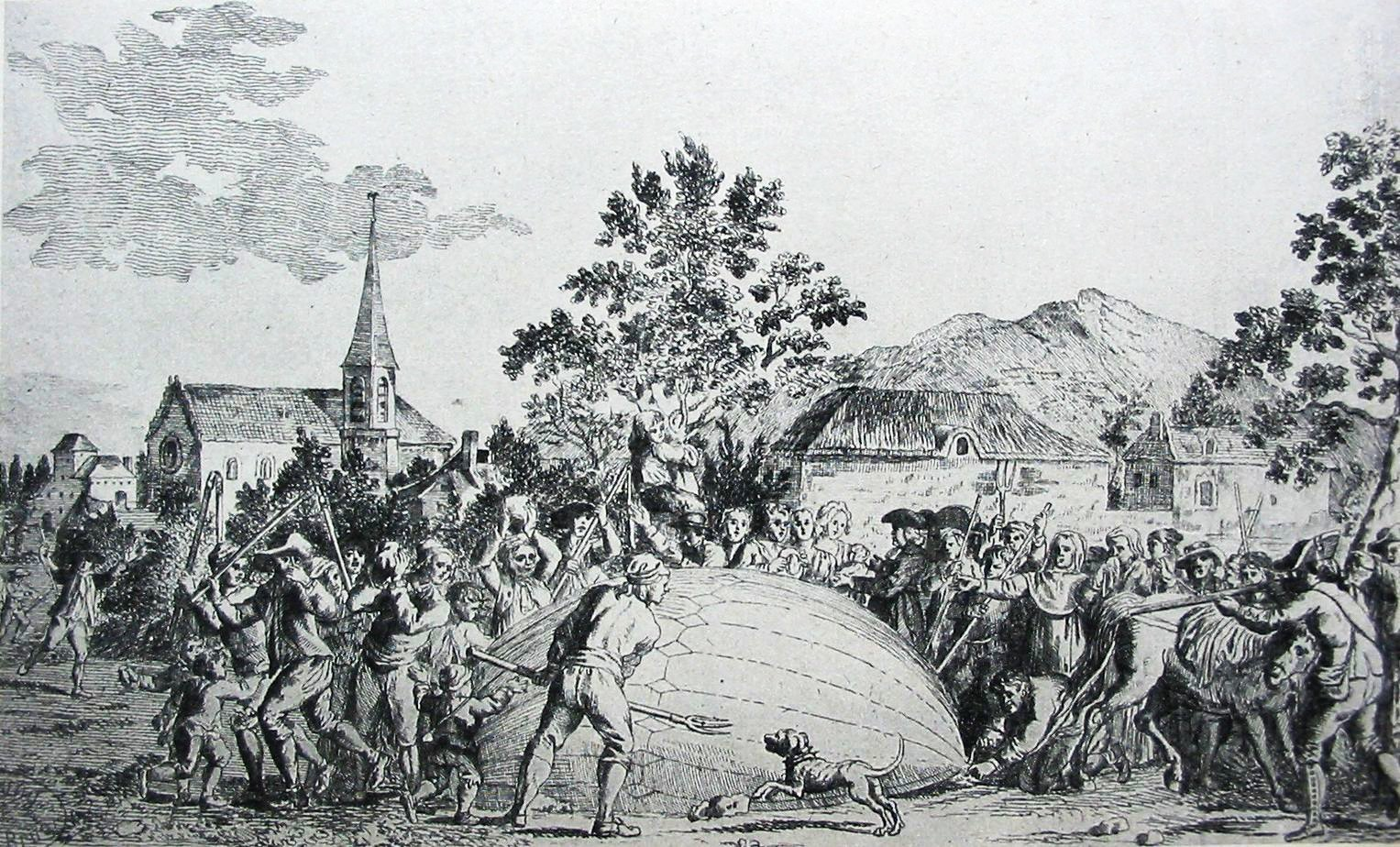
Das „Teufelsgerät“ wird zerstört

- 27. August: Der erste mit Wasserstoffgas gefüllte Ballon des Erbauers Jacques Alexandre César Charles steigt unbemannt vom Pariser Marsfeld auf und wird von Bauern bei der Landung als „Teufelsgerät“ mit Mistgabeln zerstört.
- 19. September: In Paris startet die erste „bemannte“ Montgolfière. Als Besatzung reisen ein Hammel, eine Ente und ein Hahn.

Erster bemannter Aufstieg eines Heißluftballons

- 15. Oktober: Der erste Mensch begibt sich mit königlicher Billigung an Bord eines Heißluftballons in die Lüfte. Die durch ein Seil gesicherte Montgolfière mit Jean-François Pilâtre de Rozier steigt in Paris 26 Meter hoch auf.

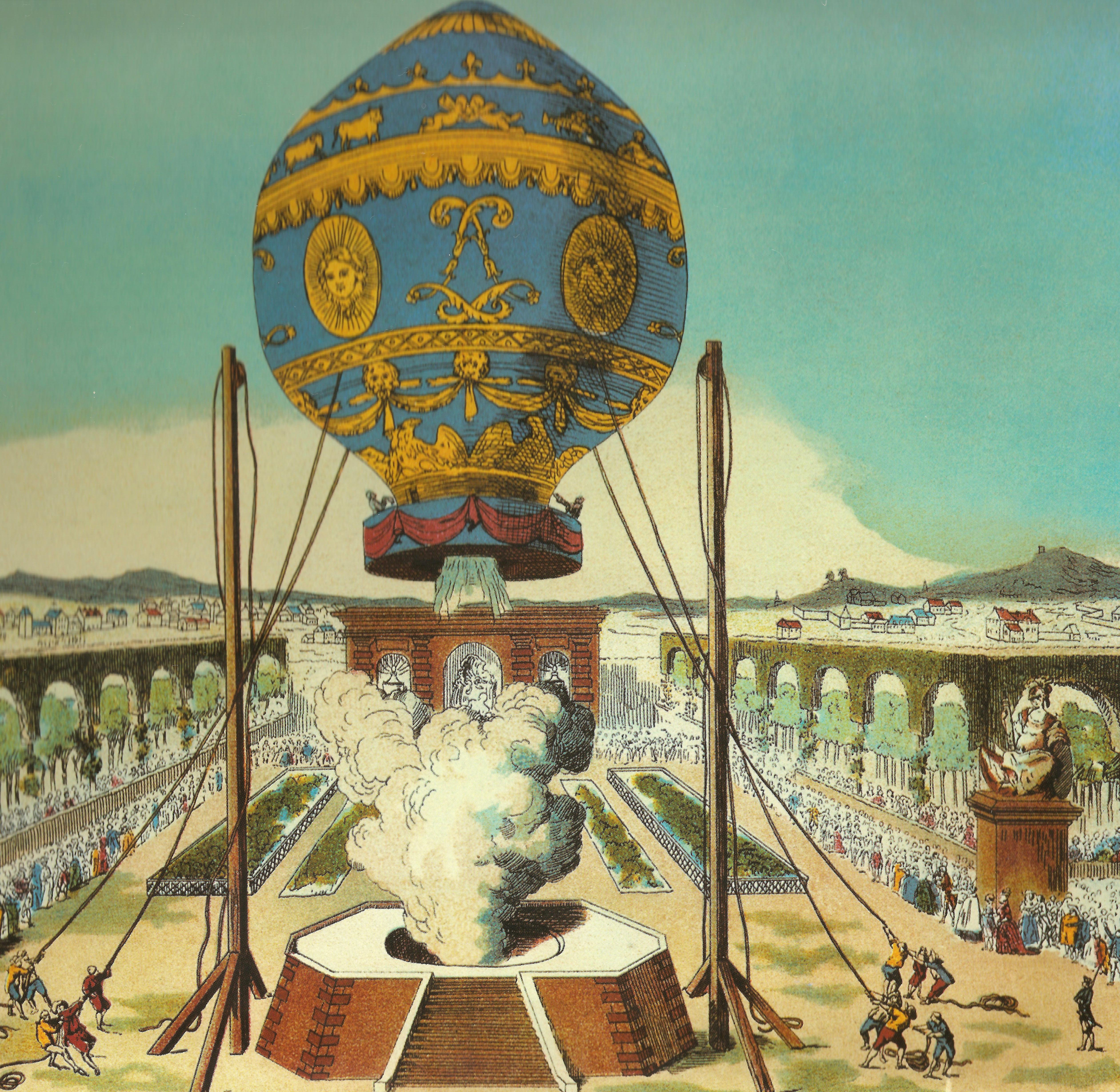
Start zur ersten bemannten Ballonfahrt

- 21. November: Jean-François Pilâtre de Rozier und sein Passagier François d’Arlandes absolvieren die erste erfolgreiche Fahrt eines bemannten Heißluftballons vom Park des Schlosses La Muette bis zur Butte aux Cailles am anderen Ufer der Seine.
- 1. Dezember: Gemeinsam mit Marie-Noël Robert absolviert Jacques Alexandre César Charles in einem von ihm konstruierten Gasballon die zweite Luftreise der Menschheitsgeschichte.
- Ende des Jahres springt der Physiker und Erfinder Louis-Sébastien Lenormand mit einem selbst konstruierten Fallschirm vom Turm des Observatoriums der Academie Royale des sciences in Montpellier und landet unverletzt. Er ist damit einer der ersten Menschen, denen nachweislich ein Fallschirmsprung gelungen ist.

#### Sonstiges
- 4. Januar: In einem Bericht über die Hinrichtung der wegen Hexerei angeklagten Anna Göldi wird erstmals der Begriff Justizmord geprägt.
- Anfang Oktober Gründung der Russischen Akademie in St. Petersburg.
- Immanuel Kant versucht mit seinem Werk Prolegomena zu einer jeden künftigen Metaphysik, die als Wissenschaft wird auftreten können die wesentlichen Gesichtspunkte seiner „kritischen“ Philosophie bzw. Transzendentalphilosophie übersichtlich darzustellen.
- Vom 8. Juni 1783 bis zum 7. Februar 1784 fand mit der Laki-Eruption auf Island eine der größten in historischer Zeit dokumentierten Vulkaneruptionen statt. Sie hatte Auswirkungen auf das gesamte globale Klima, durch den hervorgerufenen vulkanischen Winter kam es zu Missernten und Massensterben weltweit.

### Kultur

#### Architektur und Bildende Kunst
- Die Schule für Gestaltung St.Gallen wird als Zeichenschule gegründet.
- In Berlin wird das Haus mit den 99 Schafsköpfen errichtet.

#### Musik und Theater
- 20. Januar: Die Uraufführung des musikalischen Dramas Tancredi von Ignaz Holzbauer findet in München statt.
- 23. März: Wolfgang Amadeus Mozart gibt im Wiener Burgtheater in Gegenwart von Kaiser Joseph II. ein großes Akademie-Konzert, bei dem mehrere seiner Werke uraufgeführt werden, darunter die Haffner-Sinfonie und das 13. Klavierkonzert

Titelblatt des Erstdruckes

- 14. April: Gotthold Ephraim Lessings Schauspiel Nathan der Weise wird zwei Jahre nach dem Tod des Dichters am Döbbelinschen Theater in Berlin uraufgeführt. Lessing hat mit dem Ideendrama seinem Freund Moses Mendelssohn ein literarisches Denkmal gesetzt. Als Metrum für sein Drama hat Lessing den Blankvers gewählt, der in England seinen Ursprung hat und sich erst durch ihn in Deutschland durchsetzen kann.
- Wolfgang Amadeus Mozart beendet die Arbeit an der Großen Messe in c-Moll (KV 427).

### Gesellschaft
- Die erste Berliner Mittwochsgesellschaft wird gegründet.

### Katastrophen

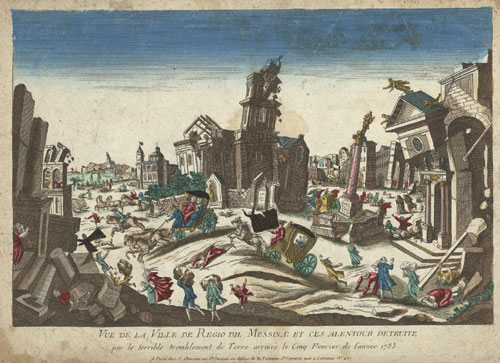
Zeitgenössische Darstellung des Erdbebens vom 5. Februar

- 2. Februar: Eine Serie von Erdbeben beginnt, die Messina und besonders Teile Kalabriens heimsucht. Das schwerste Erdbeben findet am 5. Februar statt. Bis zum 28. März werden 300 Dörfer zerstört, etwa 30.000 Menschen verlieren ihr Leben.
- 4. Februar: Bei einem Dammbruch des Filzteiches in Schneeberg, Sachsen, kommen 18 Menschen ums Leben.
- 8. Juni: Es beginnt eine vulkanische Ausbruchsserie der Laki-Krater in Island, die acht Monate dauert. Asche und saurer Regen vergiften das Vieh und führen zu Hungersnöten im Winter 1783/84 nicht nur in Island, sondern in ganz Europa und Amerika. Der Höhenrauch führt in Europa über viele Monate zu einer starken Abschwächung der Sonneneinstrahlung.[1]
- 20. Juli: In Island quellen erneut Lavamassen aus den Laki-Kratern hervor. Der Pfarrer Jón Steingrímsson hält an diesem Tag seine berühmte Feuerpredigt. Diese soll bewirkt haben, dass die Lava den Ort Kirkjubæjarklaustur verschont.
- 3. August: Ein schwerer Ausbruch des Vulkans Asama in Japan kostet 1.000 Menschen das Leben. Der in die Atmosphäre aufsteigende Ascheregen hat einen harten Winter zur Folge und verursacht in Nordjapan Missernten.

## Geboren

### Erstes Quartal
- 02. Januar: Christoffer Wilhelm Eckersberg, dänischer Maler († 1853)
- 07. Januar: Francesco Carlini, italienischer Astronom und Geodät († 1862)
- 08. Januar: Aloys Dosson, Schweizer römisch-katholischer Geistlicher und Abt († 1853)
- 12. Januar: Erik Gustaf Geijer, schwedischer Schriftsteller († 1847)
- 14. Januar: Wilson Lumpkin, US-amerikanischer Politiker († 1870)
- 15. Januar:  Ignaz Beidtel, österreichischer Jurist († 1865)
- 15. Januar: William Colgate, ein US-amerikanischer Unternehmer und Mäzen († 1857)
- 20. Januar: Friedrich Dotzauer, deutscher Cellist und Komponist († 1860)
- 23. Januar: Stendhal, französischer Schriftsteller († 1842)
- 26. Januar: Helmina von Chézy, deutsche Dichterin und Librettistin († 1856)
- 29. Januar: Margarethe Jonas, deutsche Bildstickerin und Malerin († 1858)
- 02. Februar: Karl Friedrich, Großherzog von Sachsen-Weimar-Eisenach († 1853)
- 07. Februar: Katharina Bagration, russische Aristokratin († 1857)
- 09. Februar: Gottlieb Ernst Heinrich von Goszicki, preußischer Generalmajor († 1868)
- 09. Februar: Wassili Schukowski, russischer Dichter und Übersetzer († 1852)
- 15. Februar: Johann Nepomuk von Poißl, deutscher Komponist und Intendant († 1865)
- 19. Februar: Ambroise Louis Garneray, französischer Kupferstecher und Maler († 1857)
- 21. Februar: Katharina von Württemberg, Königin von Westphalen († 1835)
- 08. März: Gottfried Wilhelm Fink, deutscher Komponist, evangelischer Theologe und Dichter († 1846)
- 10. März: Garret D. Wall, US-amerikanischer Politiker († 1850)
- 17. März: Friedrich August von Gise, bayerischer Diplomat und Politiker († 1860)
- 18. März: Johann Friedrich Danneil, deutscher Prähistoriker und Pädagoge († 1868)
- 28. März: Wilhelm Pfeil, deutscher Lehrer und Wissenschaftler († 1859)
- 28. März: Christoph Leonhard Wolbach, erster Oberbürgermeister Ulms († 1872)

### Zweites Quartal
- 03. April: Joseph Ambrosius Geritz, deutscher Bischof von Ermland († 1867)
- 03. April: Washington Irving, US-amerikanischer Schriftsteller († 1859)
- 08. April: John Claudius Loudon, schottischer Botaniker und Landschaftsarchitekt († 1843)
- 09. April: Karl Georg von Raumer, deutscher Geologe, Geograph und Pädagoge († 1865)
- 10. April: Hortense de Beauharnais, Königin der Niederlande und Mutter des Kaisers Napoleon III. († 1837)
- 11. April: Ludwig von Jenichen, preußischer Generalleutnant († 1855)
- 16. April: Hannibal von Hertzberg, preußischer Landwehrmajor und Abgeordneter des Provinziallandtags der Provinz Sachsen († 1866)
- 24. April: John Floyd, US-amerikanischer Politiker († 1837)
- 26. April: Ferdinand Heinrich Friedrich, Landgraf von Hessen-Homburg († 1866)
- 01. Mai: Vicente Rocafuerte, Präsident von Ecuador († 1847)
- 04. Mai: Joseph Wanton Morrison, britischer General († 1826)
- 12. Mai: Caspar von Geismar, deutscher General-Adjutant, rettete die Stadt Weimar vor Zerstörung und Plünderung († 1848)
- 12. Mai: Perry Smith, US-amerikanischer Politiker († 1852)
- 18. Mai: Jabbo Oltmanns, deutscher Astronom und Professor der Angewandten Mathematik († 1833)
- 22. Mai: William Sturgeon, englischer Physiker und Erfinder († 1850)

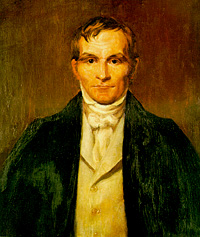
Philipp Pendleton Barbour

- 25. Mai: Philip Pendleton Barbour, US-amerikanischer Politiker († 1841)
- 28. Mai: Rosa Maria Antonetta Paulina Assing, deutsche Lyrikerin, Erzählerin, Übersetzerin, Scherenschnittkünstlerin und Erzieherin († 1840)
- 29. Mai: Benedetto Pistrucci, italienischer Graveur († 1855)
- 30. Mai: Eugen von Maucler, deutscher Politiker († 1859)
- 01. Juni: Emil Ernst Gottfried von Herder, bayerischer Fort- und Regierungsrat († 1855)
- 02. Juni: Reuel Williams, US-amerikanischer Politiker († 1862)
- 11. Juni: Ryūtei Tanehiko, japanischer Schriftsteller († 1842)
- 13. Juni: Virgil Fleischmann, österreichischer katholischer Geistlicher, Kirchenmusiker und Komponist († 1863)
- 14. Juni: Josef Liebermann, deutscher Frühindustrieller († 1860)
- 16. Juni: Donald McKenzie, schottisch-kanadischer Entdecker († 1851)

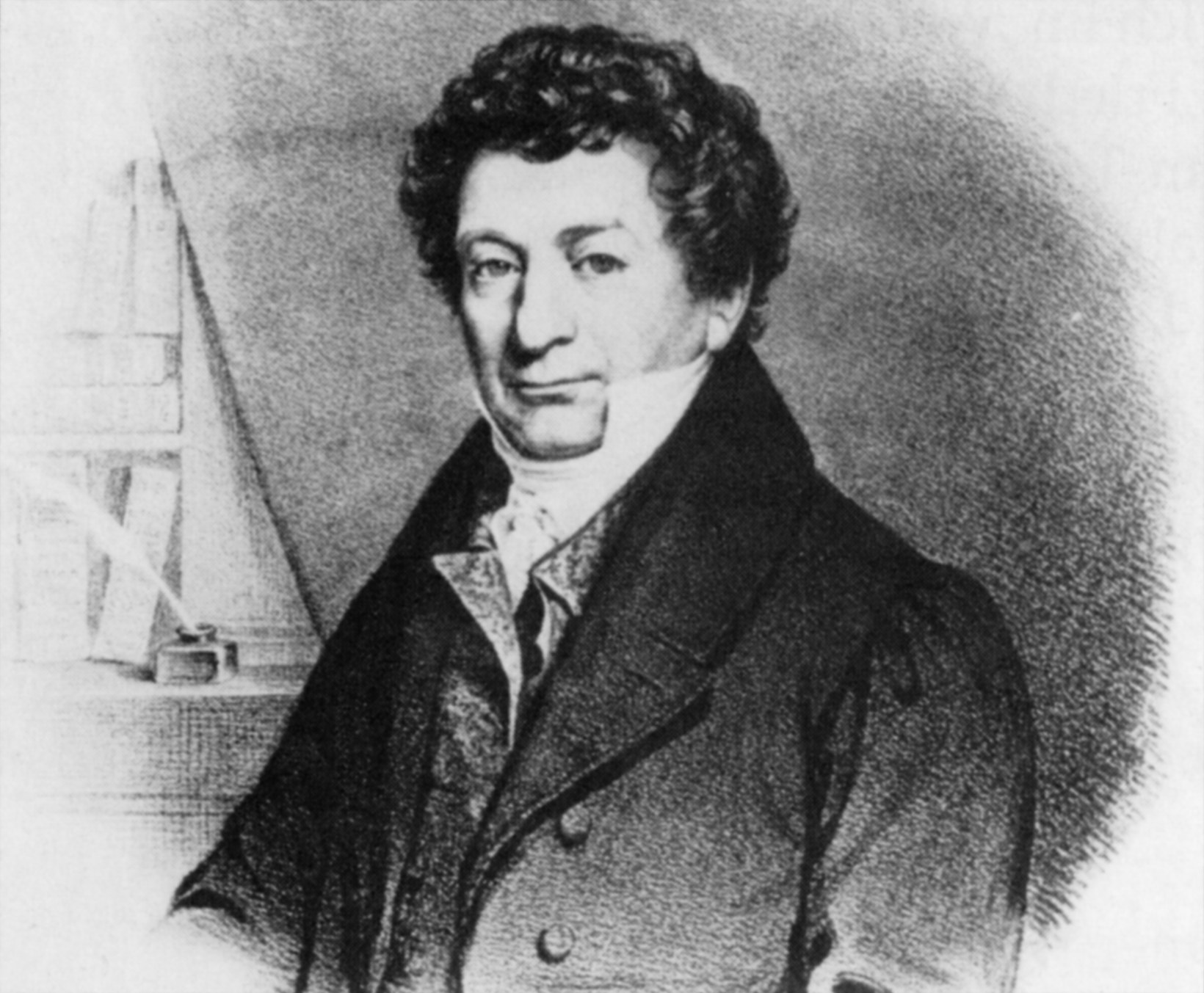
Friedrich Sertürner

- 19. Juni: Friedrich Sertürner, deutscher Apotheker und Entdecker des Morphiums († 1841)
- 24. Juni: Johann Heinrich von Thünen, deutscher Agrar- und Wirtschaftswissenschaftler († 1850)
- 30. Juni: Louise Sybille von Reventlow, dänische Malerin († 1848)

### Drittes Quartal
- 03. Juli: Wilhelm von Preußen, preußischer General und Generalgouverneur der Rheinprovinzen († 1851)
- 13. Juli: Friedrich August von Oldenburg, oldenburgischer Großherzog († 1853)
- 13. Juli: James Tannock, schottischer Porträtmaler († 1863)
- 20. Juli: Job von Witzleben, preußischer Generalleutnant und Kriegsminister († 1837)
- 23. Juli: Karl Chotek von Chotkow, tschechischer Adeliger, Verwalter und Politiker († 1868)

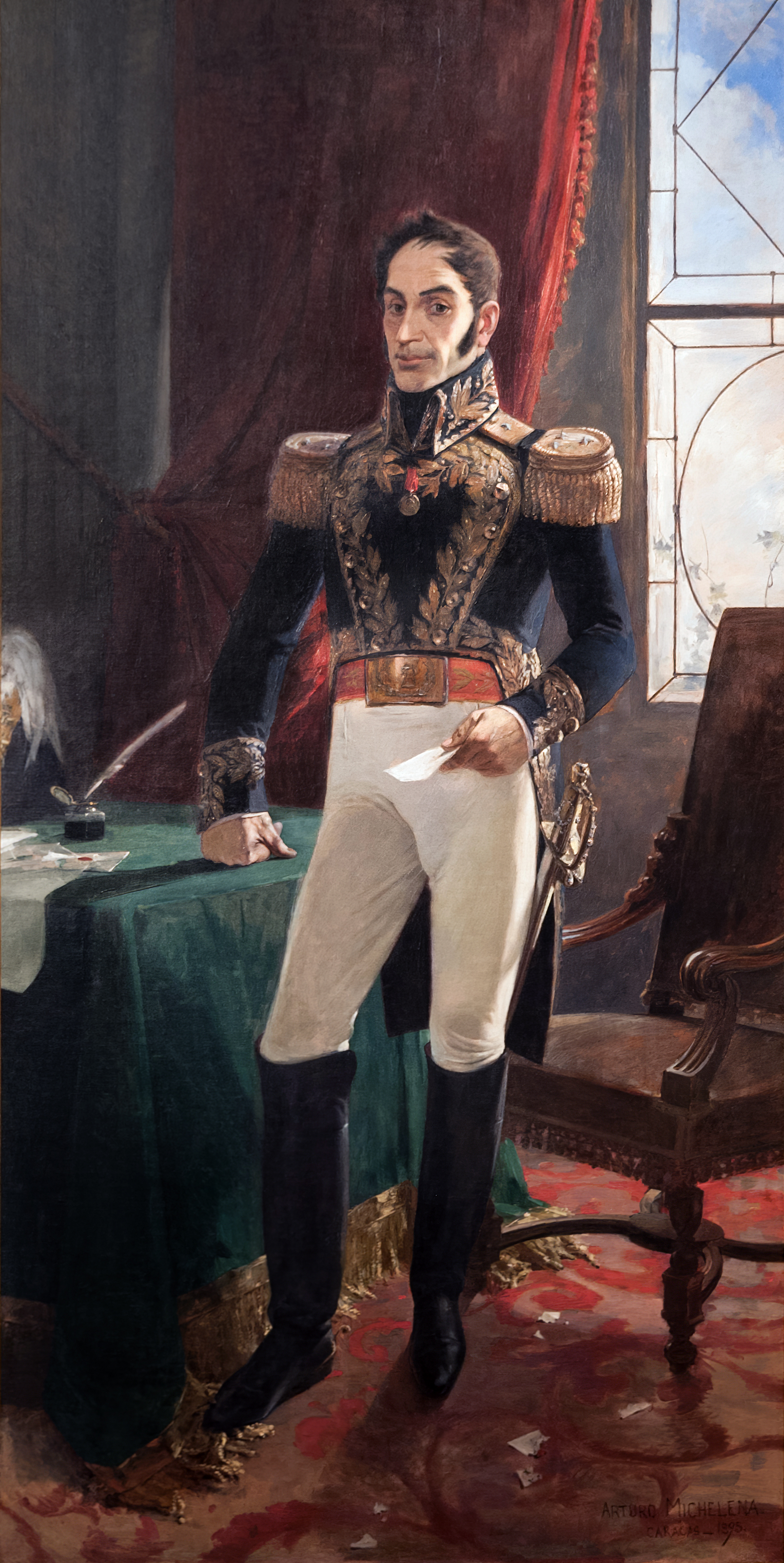
Simón Bolívar

- 24. Juli: Simón Bolívar, venezolanischer Führer der lateinamerikanischen Unabhängigkeitsbewegung († 1830)
- 25. Juli: Cäsar Max Heigel, deutscher Schauspieler und Schriftsteller († nach 1847)
- 28. Juli: Friedrich Wilhelm von Bismarck, deutscher Generalleutnant und Militärschriftsteller († 1860)
- 31. Juli: John Wales, US-amerikanischer Politiker († 1863)
- 01. August: Wilhelm Malte I., deutscher Fürst und bedeutender Bauherr auf Rügen († 1854)
- 02. August: Sulpiz Boisserée, deutscher Architekt († 1854)
- 02. August: Sylvester Churchill, amerikanischer Journalist und General († 1862)
- 05. August: Karl Gottlob Boguslav von Zychlinsky, preußischer Gutsbesitzer und Politiker († 1857)
- 07. August: Amalia Sophia Eleanor, Mitglied der britischen Königlichen Familie († 1810)
- 07. August: Georg Friedrich Falcke, deutscher Jurist († 1850)
- 10. August: Johann Christian Hundeshagen, deutscher forstlicher Praktiker, Forstwissenschaftler († 1834)
- 18. August: Andreas Friedrich Bauer, deutscher Techniker und Unternehmer († 1860)
- 21. August: Christian Bethmann, deutscher Orgelbauer († 1833)
- 06. September: Armand Beauvais, US-amerikanischer Politiker († 1843)
- 08. September: Nikolai Frederik Severin Grundtvig, dänischer Philologe, Theologe und Patriot († 1872)
- 14. September: Siegmund Anczyc, polnischer Theaterschauspieler und -direktor († 1855)
- 14. September: Henry Johnson, US-amerikanischer Politiker († 1864)
- 19. September: Johann Gustav Gottlieb Büsching, deutscher Archäologe, Germanist und Volkskundler († 1829)
- 23. September: Peter von Cornelius, deutscher Maler († 1867)
- 27. September: Agustín de Iturbide, Kaiser von Mexiko († 1824)

### Viertes Quartal
- 03. Oktober: Nikolaus Heinrich Julius, deutscher Arzt, Reformer und Schriftsteller († 1862)
- 04. Oktober: Bernardus Franciscus Suerman, niederländischer Mediziner († 1862)
- 06. Oktober: François Magendie, französischer Physiologe († 1855)
- 07. Oktober: Pierre Louis Louvel, französischer Attentäter des Charles-Ferdinand, duc de Berry († 1820)
- 23. Oktober: George Watterston, US-amerikanischer Bibliothekar († 1854)
- 01. November: Johann Christoph Hilf, deutscher Musiker († 1885)
- 05. November: Caroline Tischbein, deutsche Zeichnerin († 1842)
- 17. November: Anton Günther, österreichischer Philosoph und Theologe († 1863)
- 20. November: Georg Simon von Sina, österreichischer Bankier und Unternehmer († 1856)
- 24. November: Allen Trimble, US-amerikanischer Politiker († 1870)
- 25. November: Claude Louis Mathieu, französischer Mathematiker und Astronom († 1875)
- 29. November: Tomás Manuel de Anchorena, argentinischer Anwalt und Staatsmann († 1847)
- 11. Dezember: Max von Schenkendorf, deutscher Schriftsteller († 1817)
- 14. Dezember: David Barton, US-amerikanischer Politiker († 1837)
- 15. Dezember: Charles Nicolas Fabvier, französischer General († 1855)
- 16. Dezember: Mordecai Bartley, US-amerikanischer Politiker († 1870)
- 16. Dezember: Georg Karl Wisner von Morgenstern, kroatischer Komponist, Dirigent und Musikpädagoge († 1855)
- 20. Dezember: Jean-Jacques-Caton Chenevière, Schweizer evangelischer Geistlicher und Hochschullehrer († 1871)
- 21. Dezember: Charles Murray Cathcart, britischer General († 1859)
- 24. Dezember: Luigi Catenazzi, Schweizer Pädagoge und Politiker († 1858)
- 28. Dezember: Wenzel Robert von Gallenberg, österreichischer Komponist, Intendant und Schöpfer von Ballettmusiken († 1839)

## Gestorben

### Erstes Halbjahr
- 11. Januar: Jacob Stephan Augustynowicz, armenischer Erzbischof (* 1701)
- 31. Januar: Caffarelli, italienischer Opernsänger (* 1710)
- 06. Februar: Capability Brown, englischer Landschaftsgärtner (* 1716)
- 09. Februar: Heinrich Joseph Johann Fürst von Auersperg, Fürst von Auersperg und Herzog von Münsterberg (* 1697)
- 10. Februar: James Nares, englischer Komponist und Organist (* 1715)
- 11. Februar: Johann Andreas Silbermann, elsässischer Orgelbauer (* 1712)
- 19. Februar: Johann Ludwig Seekatz, deutscher Maler (* 1711)
- 27. Februar: Christoph Heinrich von Ammon, preußischer Jurist und Diplomat (* 1713)
- 08. März: César de Saussure, Schweizer Reiseschriftsteller (* 1705)
- 13. März: Leopold Ernst von Firmian, Fürstbischof von Seckau, Fürstbischof von Passau und Kardinal (* 1708)
- 22. März: Franz Leopold von Nádasdy, österreichischer General (* 1708)
- 26. März: Anna Rosina de Gasc, deutsche Porträtmalerin (* 1713)
- 06. April: Gottlieb Scholtze, deutscher Orgelbauer (* 1713)
- 07. April: Ignaz Holzbauer, österreichischer Komponist (* 1711)
- 08. April: Karoline Luise, hessische Prinzessin (* 1723)
- 11. April: Nikita Iwanowitsch Panin, russischer Außenminister (* 1718)
- 16. April: Christian Mayer, böhmischer Experimentalphysiker, Astronom, Geodät und Jesuit (* 1719)
- 17. April: Louise d’Épinay, französische Schriftstellerin und bekannte Salonnière (* 1726)
- 24. April: Grigori Grigorjewitsch Orlow, russischer Offizier und Geliebter Katharinas II. (* 1734)
- 29. April: Bernardo Tanucci, neapolitanischer Staatsmann (* 1698)
- 04. Mai: Franz Andreas Holly, böhmischer Komponist (* 1747)
- 13. Mai: Johann Ferdinand Feige der Ältere, deutscher Bildhauer (* 1733)
- 14. Mai: Carl Friedrich von Bassewitz, Präsident des Geheimen Rates von Mecklenburg-Schwerin (* 1720)
- 14. Mai: Balthasar Freiwiß, deutscher Orgelbauer (* 1713)
- 15. Mai: Joseph Fratrel, französischer Maler, Radierer und Kupferstecher (* 1727)
- 17. Mai: Heinrich VI., Paragiatsherr von Reuß-Köstritz (* 1707)
- 18. Mai: Lucrezia Agujari, italienische Opernsängerin (* 1743)
- 21. Mai: Claude d’Apchon, französischer Bischof (* 1721)
- 23. Mai: James Otis, US-amerikanischer Jurist (* 1725)
- 02. Juni: Joseph Wenzel, Fürst zu Fürstenberg (* 1728)
- 06. Juni: Franz Seraph von Kohlbrenner, deutscher Publizist (* 1728)
- 08. Juni: Niklaus von Wattenwyl, Schweizer Bankier und Pietist (* 1695)

### Zweites Halbjahr
- 08. Juli: Johann Jakob Zeiller, österreichischer Maler (* 1708)
- 19. Juli: Johann Jakob Bodmer, Schweizer Autor (* 1698)
- 20. Juli: Philipp Heinrich Hasenmeyer, deutscher Orgelbauer (* 1700)
- 21. Juli: Giovanni Battista Rezzonico, italienischer, katholischer Kardinal (* 1740)
- 24. Juli: Teodoro Benedetti, italienischer Architekt und Bildhauer (* 1697)
- 27. Juli: Johann Philipp Kirnberger, deutscher Musiktheoretiker und Komponist (* 1721)
- 28. Juli: Martín de Mayorga, spanischer Offizier, Kolonialverwalter und Vizekönig von Neuspanien (* 1721)
- 29. Juli: Johann Friedrich Hirt, deutscher evangelischer Theologe und Orientalist (* 1719)
- 16. August: Ephraim Schröger, deutscher Architekt (* 1727)
- 19. August: Franz Xaver Messerschmidt, deutscher Bildhauer (* 1736)
- 26. August: Joachim Friedrich von Stutterheim, preußischer Generalleutnant (* 1715)
- 000August: Ahmed İbrahim Resmî, osmanischer Chronist und hoher Staatsbeamter (* 1694/1695)
- 01. September: Heinrich Schlumpf, Schweizer Bürgermeister und Tagsatzungsgesandter (* 1702)
- 11. September: Johann Friedrich von Alvensleben, deutscher Beamter (* 1712)
- 16. September: Felicitas Abt, deutsche Schauspielerin (* 1741)

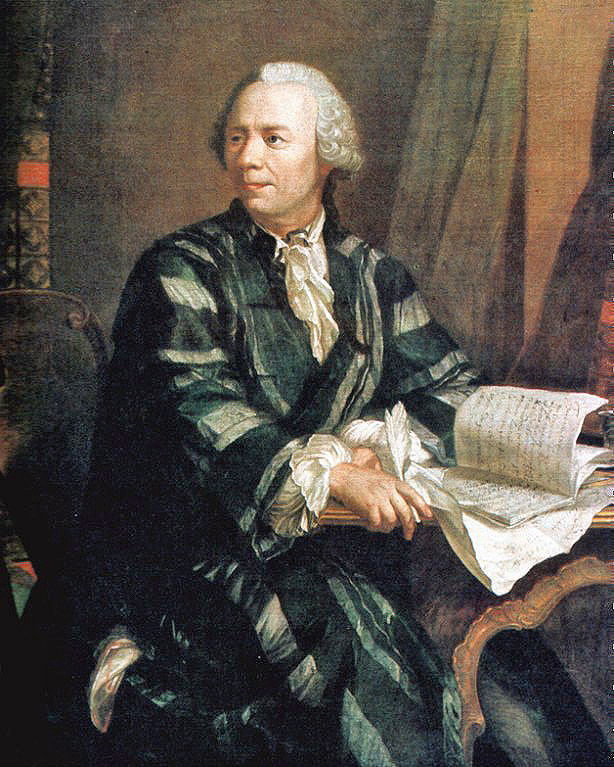
Leonhard Euler

- 18. September: Leonhard Euler, Schweizer Mathematiker (* 1707)
- 24. September: Mathäus Funk, Schweizer Ebenist (getauft 1697)
- 06. Oktober: Caspar Wolf, Schweizer Maler (* 1735)
- 22. Oktober: Gerhard Friedrich Müller, deutscher Historiker und Sibirien-Forscher (* 1705)
- 29. Oktober: Jean Baptiste le Rond d’Alembert, französischer Mathematiker, Physiker und Philosoph (* 1717)
- 29. Oktober: Johann Ludwig Ferdinand Arnoldi, deutscher Pädagoge und evangelischer Theologe (* 1737)
- 11. November: Bartholomäus Altomonte, italienischer Maler (* 1694)
- 16. November: Johann Joseph Antonius Eleazar Kittel, böhmischer Arzt (* 1704)
- 20. November: Karl Friedrich Abt, deutscher Intendant (* 1743)
- 22. November: John Hanson, Delegierter für Maryland im Kontinentalkongress (* 1715)
- 28. November: Johanna Catharina Höhn, deutsche Magd und Kindsmörderin (* 1759)
- 30. November: Roman Illarionowitsch Woronzow, russischer Politiker (* 1717)
- 15. Dezember: Ahmad ibn Said, Imam Omans und Begründer der Said-Dynastie (* 1693)
- 16. Dezember: Johann Adolph Hasse, deutscher Komponist (* 1699)
- 23. Dezember: Georges Küttinger, französischer Orgel- und Klavierbauer (* 1733)
- 27. Dezember: Karl Friedrich Paelike, deutscher Jurist und Hochschullehrer (* 1736)
- 31. Dezember: Gualtherus van Doeveren, niederländischer Mediziner (* 1730)

### Genaues Todesdatum unbekannt
- Wilhelm Ferdinand von Dörnberg, preußischer Jurist und Beamter (* 1750)
- Stefan Gabriel Steinböck, kaiserlicher Hof-Steinmetzmeister und Obervorsteher der Wiener Bauhütte (* 1737)